# بینگ موبایل
بینگ موبایل (انگلیسی: Bing Mobile) یک ابزار جستجو برای دستگاه همراه است که مایکروسافت به عنوان بخشی از موتور جستجوی بینگ معرفی کرده‌است. این ابزار پیشتر با نام «Live Search Mobile» شناخته می‌شد.